# Mario Kart Arcade GP
Mario Kart Arcade GP foi o primeiro Mario Kart desenvolvido em exclusivo para arcade. Foi o primeiro que não foi desenvolvido pela Nintendo, com a Namco a assumir essa tarefa, tendo também publicado o jogo. O lançamento foi em 2005, ano em que existiram diversos lançamentos da série Mario. Projetado para a placa de arcade Triforce (também usada para F- Zero AX) e baseado em Mario Kart: Double Dash‼ para GameCube; os jogadores podem competir como um dos onze personagens em vinte e quatro pistas. Em algumas máquinas, por uma taxa adicional, os dados do jogador podem ser salvos em um cartão magnético, que pode ser inserido na máquina novamente mais tarde para reter itens desbloqueados e pistas passadas.

## Jogabilidade
Há um total de seis etapas, com quatro pistas em cada, para um total de vinte e quatro. Depois que uma pista é concluída, o jogador deve inserir créditos adicionais para continuar o jogo, mesmo que alcance o primeiro lugar. Depois de terminar todas as quatro corridas de cada etapa, um "jogo desafio" surge, em que é necessário concluir uma determinada tarefa. Quando um jogador atinge uma das caixas de item espalhadas ao longo das faixas, é dado ao jogador um de três itens escolhidos no início de cada corrida. Mario Kart Arcade GP apresenta itens novos e antigos.

## Personagens
Este é o primeiro jogo da série Mario Kart a incluir personagens de outros jogos. Entre as personagens, destacam-se:
- Mario[carece de fontes?]
- Luigi
- Princesa Peach
- Yoshi
- Toad
- Wario
- Donkey Kong
- Bowser
- Pac-Man[6]
- Ms. Pac-Man[6]
- Blinky[6]